# Plantation de Green Spring
La plantation de Green Spring est une ancienne plantation du Sud des États-Unis. Site historique national, c'est le lieu où l'un des premiers gouverneurs de la Virginie, Sir William Berkeley, s'est fait construire une plantation de tabac en 1645, à trois miles d'une autre ville historique Jamestown et de l'île de Jamestown, tout près de Williamsburg.

## Histoire
Green Spring est parfois présenté comme l'un des lieux où l'esclavage a commencé aux États-Unis, dans les années 1660, lorsque William Berkeley, après avoir tenté de diversifier ses cultures, dans les années 1640, après un voyage en Angleterre, pour éviter la chute des prix du tabac a au contraire décidé d'intensifier cette culture en recourant à l'importation d'esclaves, selon le témoignage du révérend John Clayton et les découvertes archéologiques, montrant que le site avait des cellules d'emprisonnement.
Il n'existe en réalité pas de certitude sur le lieu où a débuté l'esclavage, les premiers noirs arrivés en 1619 étant régis par un contrat d'engagé. L'hypothèse Greenspring s'appuie sur une trace écrite comme la loi virginienne de 1662 sur l'esclavage qui institutionnalise durablement cette pratique et protègent son utilisation dans toute la Virginie, au moment où William Berkeley, le gouverneur, est aussi le propriétaire de Green Spring plantation.
Les découvertes de l'historien Edmund S Morgan ont cependant montré qu'avant les années 1690, les esclaves noirs ne représentaient pas plus de 20 % de la main d'œuvre en Virginie.
La sériculture et les vergers ont été ses innovations pour l'économie locale et Berkeley entretenait des relations d'affaires avec d'autres colons célèbres. Deux d'entre eux, Abraham Wood et Edward Bland tenteront leur chance en Caroline à partir de 1650.
Gouverneur royal de 1641 à 1677, avec seulement une courte interruption de 1652 à 1660, lorsque le parlement protestant le destitua pour avoir soutenu le roi catholique, Sir William avait reçu à sa nomination 984 acres en juin 1643. Dans les années 1660, la surface de la propriété avait augmenté pour atteindre 2090 acres (8,5 km2). Elle sera encore augmentée de 3000 acres (12 km2 supplémentaires) par des annexions à l'ouest du domaine un peu plus tard.
La loi virginienne de 1662 sur l'esclavage, qui interdit d'affranchir un esclave, même métis, si sa mère est esclave est édictée par cette époque par le gouverneur, dans le but de prévenir le développement d'une importante population métisse.
Sa femme Frances Culpeper, épousée en 1670, fut considérée à la mort de William en 1677, comme la femme la plus riche d'Amérique et la plus grande contributrice au développement de l'esclavage dans les immenses plantations de tabac de Virginie et Caroline.
Fille de Thomas Culpeper, royaliste convaincu et lieutenant du roi Charles Ier d’Angleterre, décapité par les protestants en 1651, Frances avait épousé en premières noces Samuel Stephens (1629-1669) qui fut de 1662 à 1664 commandant du territoire de Caroline, après avoir été gouverneur du minuscule établissement d'Albemarle et le propriétaire de Roanoke Island. Frances Berkeley décrivait en 1677 Green Spring plantation comme le lieu "le plus exquis d'America et le seul tolérable pour un gouverneur".
En 1649, lorsque le roi fut décapité en Angleterre, Berkeley accueillit les royalistes en Virginie: "sa maison et sa bourse étaient ouvert à tous" a témoigné l'un d'eux, Henry Norwood reçu à Green Spring. En 1652, il lève une armée de 1000 hommes pour défendre Jamestown face aux navires du parlement protestant, mais doit finalement négocier sa reddition.
En 1676, un an avant sa mort, le cousin de sa femme, Nathaniel Bacon utilise la plantation comme base pour attaquer Jamestown mais doit finalement s'effacer devant l'arrivée d'une armée royale de milliers d'hommes sur 11 bateaux.
Frances Culpeper s'est remariée avec un ami de son mari, Philip Ludwell, dont le fils (d'un précédent mariagae)Philip Ludwell II héritera en 1710 de la propriété, qui reste aux mains de la famille pendant un siècle.
Le 6 juillet 1781, 1200 soldats américains sous le commandement du Marquis de Lafayette et d'Anthony Wayne utilisent la plantation comme quartier général avant de s'attaquer à une armée anglaise de 4500 hommes au cours de la bataille de Green Spring. En 1803, William Lee (ex-valet de George Washington) insiste auprès de son maître qui accepte d'émanciper les esclaves de la plantation.